# 이산묘
이산묘(駬山廟)는 대한민국 전북특별자치도 진안군 마령면 동촌리에 있는 사당이다. 2004년 7월 30일 전라북도의 기념물 제120호로 지정되었다.

## 개요
마이산 도립공원 남쪽 입구 좌측에는 '주필대(駐필臺)'라는 각자가 새겨진 암벽과 그 윗부분에는 1907년 호남의병창의동맹단의 집결지로서 황단(皇壇)터가 있으며 그 하단부에는 이산묘라는 사당이 자리하고 있다. 주필대는 태조 이성계가 왜구를 무찌르고 개선하던 중에 머물렀던 곳으로 전하고 있으며, 이산묘는 면암(勉菴) 최익현선생의 제자이자 고종의 스승인 연재(淵齋) 송병선의 제자들이 친친계(연재 제자모임), 현현계(면암 제자모임)를 구성한 후 건립한 곳으로서 회덕전(懷德殿), 영광사(永光祠), 영모사(永慕祠), 대한광복기념비 등이 위치하고 있다.
한말 국권 수호를 위해서 창의하였던 확실한 곳이며, 현재 창의동맹터 아래 조선 태조의 건국설화가 있는 곳을 택해서 사우를 건립하여 항일의병의 위패와 그 기념흔적을 모아놓은 곳으로 지정·보존가치가 크다.

## 참고 문헌
- 이산묘 - 국가유산청 국가유산포털